# Birgit Christensen
Birgit Melgaard Christensen (* 31. Mai 1976 in Lyngby) ist eine ehemalige dänische Fußballspielerin, die auch sieben Jahre lang für die A-Nationalmannschaft spielte.

## Karriere

### Vereine
Christensen spielte in ihrer Jugendzeit zuletzt bis ins Jahr 1993 für den in Aalborg ansässigen B52/Aalborg Fodbold Club Fußball, bevor sie im Alter von 17 Jahren nach Hjørring gelangt, für die dort ansässige Fortuna in der höchsten Spielklasse um Punkte und Meisterschaft spielte. Während ihrer zehn Jahre währenden Zugehörigkeit bestritt sie 321 Punktspiele und gewann mit der Mannschaft jeweils fünfmal die Meisterschaft und den nationalen Vereinspokal.

### Nationalmannschaft
Ihr Debüt als Nationalspielerin für die DBU gab sie in der U17-Nationalmannschaft, für die sie im Spieljahr 1992 sechs Länderspiele bestritt. Ihr erstes Länderspiel fand am 6. Mai in Vildbjerg im Freundschaftsspiel gegen die U17-Nationalmannschaft Schwedens statt und endete mit der 1:2-Niederlage. Anschließend kam sie vom 29. Juni bis zum 4. Juli in fünf Spielen im Turnier um den U17-Nordic-Cup im eigenen Land zum Einsatz. Mit fünf Siegen (20:4 Tore) gegen die U17-Nationalmannschaften Schwedens, Finnlands, Islands, Norwegens und der Niederlande konnte keine der teilnehmenden Mannschaften ihr den Turniersieg streitig machen.
Mit der U21-Nationalmannschaft nahm sie im Spieljahr 1993 am – ebenfalls im eigenen Land ausgetragenen – Turnier um den U21-Nordic-Cup teil. Sie wurde in vier Spielen berücksichtigt (3 S, 1 N) und musste mit ihrer Mannschaft den Turniersieg der U21-Nationalmannschaft Schwedens überlassen, die sich mit 3:1 über die U21-Nationalmannschaft Norwegens im Finale durchzusetzen vermochte. Vor diesem Turnier kam sie bereits im April in einem internationalen Turnier in Frankreich in vier Spielen zum Einsatz (4:0 vs. Ukraine, 0:0 vs. Deutschland, 1:0 vs. Norwegen, 1:3 vs. USA). Ihr einziges Tor in dieser Altersklasse erzielte sie in ihrem siebten Länderspiel am 6. August 1993 in Ishøj beim 3:1-Sieg über die US-amerikanische U21-Nationalmannschaft mit dem letzten Treffer ihrer Mannschaft.
Noch keine 18 Jahre alt, gehörte sie bereits der A-Nationalmannschaft an, mit der sie am Premierenturnier um den Algarve-Cup 1994 teilnahm – und auch eingesetzt wurde. Ihr A-Länderspieldebüt gab sie am 17. März in Olhão im zweiten Spiel der Gruppe B beim 1:0-Sieg über die A-Nationalmannschaft Finnlands. Sie bestritt weiterhin das dritte Gruppenspiel, dass mit 1:6 gegen die Nationalmannschaft Norwegens verloren wurde, wie auch das Spiel um Platz 3 am 20. März in Loulé mit 0:1 gegen die Nationalmannschaft Schwedens. In ihrer bis zum 10. November 1999 währenden Länderspielkarriere, nahm sie auch an den Turnieren um den Algarve-Cup 1995, 1997 und 1998 (2 Tore) in elf weiteren Spielen teil; dabei erreichte sie zweimal mit ihrer Mannschaft das Finale, jedoch ohne Titelgewinn (2:3 n. V. vs. Schweden, 1:4 vs. Norwegen).
Sie bestritt des Weiteren sechs in Freundschaft ausgetragene Länderspiele (1 Tor am 7. Juli 1996 beim 2:0 gegen die Nationalmannschaft Kanadas in Ottawa), jeweils zwei bei zwei internationalen Turnieren (in Japan 1996 und in den USA 1998 im Turnier der Goodwill Games), elf EM- und (alle) sechs WM-Qualifikationsspiele der Gruppe 4 (4 Tore bzw. 1 Tor), vier WM-Endrundenspiele (Gruppe C, Viertelfinale) und drei beim olympischen Fußballturnier 1996 in der Gruppe E. Drei ihrer acht A-Länderspieltore – zugleich ihre ersten überhaupt – erzielte sie am 10. Oktober 1995 beim 8:0-Sieg über die Nationalmannschaft Rumäniens mit den Treffern zum 2:0, 4:0 und 6:0 in der 4., 22. und 76. Minute im zweiten Spiel der EM-Qualifikationsgruppe 4.

## Erfolge
Nationalmannschaft
- Algarve-Cup-Finalistin: 1995, 1998
- U17-Nordic-Cup-Siegerin: 1992

Fortuna Hjørring
- Dänische Meisterin: 1994, 1995, 1996, 1999, 2002
- Dänische Pokalsiegerin: 2016, 2019